# ニザーム・バーイー
ニザーム・バーイー（Nizam Bai, 1631年以降 - 1692年）は、北インド、ムガル帝国の第7代皇帝バハードゥル・シャー1世の妃、同国第8代皇帝ジャハーンダール・シャーの母である。

## 生涯
1631年以降、ハイダラーバードのファトフ・ヤワール・ジャングの娘として生まれる。
1660年3月22日、のちにバハードゥル・シャー1世となる皇子ムアッザムとアーグラで結婚した。彼女はムアッザム最初の妃となった。
1692年、ニザーム・バーイーはデリーで死亡した。